# Вінфілд Скотт
Ві́нфілд Скотт (англ. Winfield Scott, 13 червня 1786 — 29 травня 1866) — генерал-лейтенант (тимчасовий) армії США, дипломат і кандидат у президенти від Партії вігів. Він служив у армії в ранзі генерала довше, ніж будь-яка інша людина в американській історії, та був одним з найвідоміших командирів свого часу. Протягом своєї п'ятдесятирічної кар'єри, він командував військами у Наполеонівських війнах, Американо-мексиканській війні, Війні Чорного Яструба, Семінольських війнах і Громадянській війні, відомий своєю стратегією планом «Анаконда», яка допомогла завдати поразку Конфедерації.

## Життєпис
Народився Вінфілд Скотт у окрузі Дінвідді біля Пітерсбургу, в сім'ї фермера середнього достатку Вільяма Скотта та Анни Мейсон. Рано осиротів.